# 歐洲食蟻獸屬
歐洲食蟻獸屬（學名：Eurotamandua）是一支史前鳞甲目動物，現僅發現了歐洲食蟻獸（E. joresi）一種，化石產自德国西南的梅塞尔坑，生存年代約為4700萬年前的始新世中期，推測其食物為蚂蚁和白蟻。
歐洲食蟻獸體長約90公分，几乎擁有食蟻哺乳動物的全部特征，如彎曲的長爪、細長的鼻吻部等，很可能還有和典型食蟻動物同樣充滿粘液的長舌，但缺少穿山甲所具有的帶毛鱗片，因此最初與20世纪以前發現的許多食蟻哺乳動物一樣，被錯誤地歸類為食蟻獸。其學名“Eurotamandua”意即“歐洲的小食蟻獸”，表明牠和現代樹棲的小食蚁兽属（Tamandua）十分相似，特別是牠們都有可以捲曲的長尾，不過這可能只是表面上的相似。由於歐洲食蟻獸不具備异关节总目（食蟻獸所屬類群）的獨特關節，故現行分類將其劃入穿山甲類幹群（與現生穿山甲最親近的史前動物類群），比古乏齒獸目（Palaeanodonta）和歐洲穿山甲（Euromanis）更接近穿山甲類冠群（以現生穿山甲為代表的分支），但比始穿山甲（Eomanis）和死靈穿山甲（Necromanis）更為基底。
因始新世之前的哺乳動物分類仍然存在頗多爭議，所以不排除歐洲食蟻獸是一支原始的異關節總目動物的可能，然而這種可能性微乎其微。就現有的化石證據而言，從6600萬年前新生代開始直到300萬年前巴拿馬地峽形成期間，異關節總目僅見於南美洲，隨後牠們經由巴拿馬地峽擴散至北美洲，但从未進入旧大陆。關於歐洲食蟻獸的歸屬還有一種可能，即牠們來自另一類史前哺乳動物——非洲管齒獸目（Afredentata），該目可能隸屬於非洲獸總目，但也被認為是鱗甲目的異名。

## 系統發生
歐洲食蟻獸屬在鳞甲目中的系統發生位置如下：
|                 | 真鱗甲亞目 Eupholidota                                                                   |
|                 |                                                                                          |
| †歐洲食蟻獸科   | \| †歐洲食蟻獸屬 \| †歐洲食蟻獸 E. joresi \| \| Eurotamandua \| †歐洲食蟻獸 E. joresi \| |
| Eurotamanduidae | \| †歐洲食蟻獸屬 \| †歐洲食蟻獸 E. joresi \| \| Eurotamandua \| †歐洲食蟻獸 E. joresi \| |
| †歐洲食蟻獸屬   | †歐洲食蟻獸 E. joresi                                                                    |
| Eurotamandua    | †歐洲食蟻獸 E. joresi                                                                    |

| †歐洲食蟻獸屬 | †歐洲食蟻獸 E. joresi |
| Eurotamandua  | †歐洲食蟻獸 E. joresi |

|                 | 真鱗甲亞目 Eupholidota                                                                   |
|                 |                                                                                          |
| †歐洲食蟻獸科   | \| †歐洲食蟻獸屬 \| †歐洲食蟻獸 E. joresi \| \| Eurotamandua \| †歐洲食蟻獸 E. joresi \| |
| Eurotamanduidae | \| †歐洲食蟻獸屬 \| †歐洲食蟻獸 E. joresi \| \| Eurotamandua \| †歐洲食蟻獸 E. joresi \| |
| †歐洲食蟻獸屬   | †歐洲食蟻獸 E. joresi                                                                    |
| Eurotamandua    | †歐洲食蟻獸 E. joresi                                                                    |

| †歐洲食蟻獸屬 | †歐洲食蟻獸 E. joresi |
| Eurotamandua  | †歐洲食蟻獸 E. joresi |

|                 | 真鱗甲亞目 Eupholidota                                                                   |
|                 |                                                                                          |
| †歐洲食蟻獸科   | \| †歐洲食蟻獸屬 \| †歐洲食蟻獸 E. joresi \| \| Eurotamandua \| †歐洲食蟻獸 E. joresi \| |
| Eurotamanduidae | \| †歐洲食蟻獸屬 \| †歐洲食蟻獸 E. joresi \| \| Eurotamandua \| †歐洲食蟻獸 E. joresi \| |
| †歐洲食蟻獸屬   | †歐洲食蟻獸 E. joresi                                                                    |
| Eurotamandua    | †歐洲食蟻獸 E. joresi                                                                    |

| †歐洲食蟻獸屬 | †歐洲食蟻獸 E. joresi |
| Eurotamandua  | †歐洲食蟻獸 E. joresi |

|                 | 真鱗甲亞目 Eupholidota                                                                   |
|                 |                                                                                          |
| †歐洲食蟻獸科   | \| †歐洲食蟻獸屬 \| †歐洲食蟻獸 E. joresi \| \| Eurotamandua \| †歐洲食蟻獸 E. joresi \| |
| Eurotamanduidae | \| †歐洲食蟻獸屬 \| †歐洲食蟻獸 E. joresi \| \| Eurotamandua \| †歐洲食蟻獸 E. joresi \| |
| †歐洲食蟻獸屬   | †歐洲食蟻獸 E. joresi                                                                    |
| Eurotamandua    | †歐洲食蟻獸 E. joresi                                                                    |

| †歐洲食蟻獸屬 | †歐洲食蟻獸 E. joresi |
| Eurotamandua  | †歐洲食蟻獸 E. joresi |

## 外部連結
- 维基共享资源上的相關多媒體資源：歐洲食蟻獸屬
- 維基物種上的相關：歐洲食蟻獸屬
- 歐洲食蟻獸的化石照片 （页面存档备份，存于）